# Gioco di ruolo online
Il gioco di ruolo online  (o GdR online, come viene solitamente chiamato in Italia) è un particolare tipo di gioco di ruolo che si serve di un sistema di chat, forum o posta elettronica (via internet) attraverso cui il PG (personaggio giocante) deve vivere secondo le regole dell'ambientazione, a volte basata su particolari eventi reali o di immaginazione, oppure luoghi realmente esistiti, o esistenti, o ancora creati da zero.
Il gioco di ruolo online spesso è gratuito e ciò comporta solitamente un alto numero di partecipanti. Alcuni giochi vengono sconsigliati ai minori di 14 anni, quando i temi trattati e le ambientazioni possono essere considerati "forti", mentre per altri non vi sono limiti di età. È sempre però consigliato dagli autori del gioco un minimo di moderazione, in special modo verso i PG che interpretano adolescenti (ma non per forza guidati da adolescenti): vi sono all'interno di queste comunità, fra l'altro, i cosiddetti 'supervisori' o 'moderatori'.
Il funzionamento dei giochi di ruolo online è paragonabile alla scrittura di un romanzo a più mani, a cui idealmente lavorano gruppi di persone numerosi (in caso di poche persone che "giocano" si parla più che altro di "scrittura di gruppo"): attraverso Internet, il giocatore può descrivere le azioni del proprio personaggio esprimendosi solitamente nella terza persona singolare e può parlare e interagire con gli altri utenti online.
In base al sistema usato (mediante chat, forum, o posta elettronica), i tempi di gioco sono differenti: solitamente si va dai pochi minuti per quelli via chat a quelli giornalieri via posta elettronica e forum (questi ultimi a volte anche settimanali). Il funzionamento è similare, anche se occorre tenere ben presente che un gioco mediante forum o posta elettronica sarà quasi sicuramente più "curato" dal punto di vista stilistico del racconto, dovuto principalmente al fatto che si ha più tempo per scrivere il proprio pezzo di storia, ma sarà anche più complesso dal punto di vista narrativo.

## Generi
Esistono centinaia di generi, ma tra i principali vi sono:
- Storico: sono di genere storico i giochi di ruolo che fanno riferimento a situazioni storiche realmente accadute, come la Grecia antica, la Roma Imperiale, la Francia del XVIII secolo, il Medioevo, l'America degli anni cinquanta oppure il Far West, la Port Royal dei bucanieri, le varie guerre, e così via.
- Fantasy: sono di genere fantasy i giochi di ruolo con argomenti inventati e solitamente caratterizzati da razze non umane, come elfi, nani e quant'altro. Possono essere a loro volta ambientati in periodi storici diversi, anche se solitamente ricordano quelli medioevali caratterizzati da grandi città circondati dalla campagna circostante, dove si svolgono le avventure dei personaggi. Questo filone deriva in gran parte dalle opere di Tolkien e da Dungeons & Dragons, abusando nella maggior parte delle volte degli stereotipi di queste due opere.
- Fantascientifico: sono di questo genere i giochi di ruolo in cui la fantascienza è l'argomento principale. Sono quindi ambientati in un futuro più o meno prossimo e caratterizzati da tecnologie avanzate
- Gothic-horror: sono di questo genere i giochi di ruolo con uno sfondo macabro, in cui zombie e più in generale creature demoniache, sono i principali antagonisti dei personaggi.
- Mitologico: sono di questo genere i giochi di ruolo di carattere mitologico, dove le razze, oltre a quelle umane, sono esclusivamente razze appartenenti ad una data mitologia (greca, romana, norrena ecc.) anche se apparentemente confondibili con i GDR fantasy, differiscono fortemente da loro per una larga serie di situazioni tipicamente fantastiche non permesse, come ad esempio vampiri nell'antica Grecia, e per una caratterizzazione di eventuali mostri o semi-divinità presenti fortemente legata alla tradizione storica e folcloristica.
- Altro: oltre ai sopracitati, esistono altri generi. Sicuramente conosciuto vi è quello con sfondi "sessuali", vietato ai minori. Inoltre giochi di ruolo con chiaro sfondo comico, il cui scopo principalmente è quello di prendere in giro gli altri GDR o semplicemente riderci sopra. Infine altri giochi di ruolo on-line sono ispirati - spesso liberamente - a romanzi, saghe e serie televisive di grande successo, come Harry Potter, Twilight, Cronache del ghiaccio e del fuoco o Star Trek oppure ad ambientazioni prese da famosi anime o manga, la cui trama viene presa solo come base per poi inventare altre storie, usando la fantasia.

- GDR nei social network: molto popolari sono anche i gdr praticati mediante l'utilizzo di social network come Instagram, Facebook, Twitter e molti altri. In tali casi, l'utente giocante (real del PG) crea un account "fake" (falso) donando ad esso un nome, un prestavolto, una storia e costruendo ad esso una "vita sociale".

Negli ultimi anni si sono sviluppati anche giochi di ruolo online basati sui videogiochi, dotati quindi di un avanzato supporto multimediale e capaci di collegare in tempo reale i giocatori. Sono i videogiochi di ruolo con supporto per il multigiocatore, tra cui i MMORPG, che sono in grado di collegare un elevato numero di utenti all'interno di mondi virtuali persistenti. In quanto veri e propri videogiochi, riducono in genere la componente recitativa tipica del gioco di ruolo a favore delle componenti di azione e strategia tipiche del gioco di abilità.